# Riksgymnasier för elever med svåra rörelsehinder
Riksgymnasier för elever med svåra rörelsehinder, dvs Rh-anpassad utbildning, finns inom den kommunala gymnasieskolan i Kristianstad, Göteborg, Stockholm och Umeå. Elever från hela landet kan studera på riksgymnasierna där de tre samverkande delarna skola, habilitering och elevhem ingår. 
På var och en av de fyra orterna finns en huvudskola som är anpassad till personer med rörelsehinder. Lokaler för träning och habilitering finns på eller i nära anslutning till skolan. Elever på riksgymnasierna kan välja mellan gymnasieskolans samtliga nationella program. Om det önskade programmet inte finns på huvudskolan kan eleven läsa hela eller delar av utbildningen på en annan skola. 
Eleverna erbjuds en individuellt anpassad undervisning där det finns stora möjligheter att anpassa både studietakten och lärandet. Eleverna kan läsa sitt program helt integrerat i en vanlig gymnasieklass, ha vissa ämnen i en liten grupp eller enbart läsa i en liten grupp. Riksgymnasierna erbjuder dessutom förlängd studietid och de flesta elever läser gymnasiet på fyra år.

## Antagning
För att en elev ska antas till ett rikgymnasium med rh-anpassad utbildning måste han eller hon uppfylla ett antal kriterier. Eleven måste vara under 21 år och uppfylla de behörighetskrav som allmänt gäller för att antas till gymnasieskolans nationella program. För antagning vid det individuella programmet krävs att eleven har avslutat sin grundskoleutbildning. Dessutom krävs att eleven har ett svårt rörelsehinder, behov av Rh-anpassad utbildning, behov av habilitering och i vissa fall behov av elevhemsboende och omvårdnad i boendet. 
En särskild beslutandenämnd inom Specialpedagogiska skolmyndigheten, bedömer och beslutar om vem som uppfyller antagningskriterierna. Den Rh-anpassade utbildningen grundar sig i en rättighetslagstiftning. Detta innebär att alla ungdomar som söker och bedöms uppfylla kriterierna har laglig rätt till Rh-anpassad utbildning. Det finns alltså inga begränsningar i antalet platser utan alla som uppfyller kriterierna för antagning är garanterade en plats. Antagningskriterierna finns i 5 kap. 27-28 § i skollagen.